# Знакомые нашей ёлки
«Знакомые нашей елки» — российский короткометражный рисованный мультфильм производства студии «Союзмультфильм».
Мультфильм участвовал в информационной программе фестиваля Суздаль-2005.

## Сюжет
Молодая семья наряжает новогоднюю ёлку. Потом папа отправляется смотреть телевизор, мама уходит говорить по телефону, а маленький сын грустит, что его первый Новый год пройдёт скучно, без гостей, «в узком семейном кругу». Внезапно раздаётся звонок в дверь, и на пороге квартиры появляется Медведь, заявляющий, что он знакомый Ёлки, которую они наряжали. Радушная и немного шокированная семья усаживает его за стол, где он рассказывает о том, как грустно отмечать Новый год в лесу в берлоге. Мама предлагает Медведю встречать Новый год вместе с ними, и он сразу же соглашается, а затем устраивается спать под ёлкой, прихватив с собой торт. Сразу за этим раздаётся второй звонок, и в квартире появляется Заяц. Зайца угощают капустой и морковкой, и он начинает рассказывать, что не нужно звать других зверей: Лису, Кабана, Оленя Благородного и Медведя, но, услышав, что Медведь уже тут, сразу же меняет свою позицию.
Наступает полночь. Пока папа с сыном под бой курантов накрывают на стол, мама уходит приводить себя в порядок и возвращается в красном вечернем платье с тортом в руках. Хозяева и гости усаживаются за стол, как вдруг звучит третий звонок, и появляется странное существо с рогами, оказавшееся бабушкой в новогодней маске. Её радостно встречают, а потом все веселятся и танцуют, а больше всех — маленький мальчик.

## Съёмочная группа
- Автор сценария: Андрей Саломатов
- Режиссёр: Дмитрий Лазарев
- Художник-постановщик: Майя Бузина
- Композитор и Автор текста песни: Виктора Третьякова
- Аранжировка: Вадима Буликова
- Редактор: Наталья Абрамова
- Монтажёр: Наталия Степанцева
- Звукорежиссёр: Вадим Круглов
- Директор фильма: Владимир Наумов
- Продюсер: Акоп Киракосян
- Аниматоры: Мария Быстрова, Артём Лукичев, А. Медведева, Майя Бузина, Екатерина Грошева
- Художники: Э. Жамалетдинова, О. Сорокина, Е. Старшинова, В. Нестерова, Н. Матюшенко, С. Лазарева, Е. Кочурова, А. Шустова, С. Мазур

## О мультфильме
«Знакомые нашей ёлки» Д. Лазарева — попытка продолжения традиции современной семейной сказки.